# Henrik Julius af Braunschweig-Wolfenbüttel
Henrik Julius af Braunschweig-Wolfenbüttel (født 15 oktober 1564 på Schloss Hessen, Sachsen-Anhalt, død 20. juli 1613 i Prag) begravet i Wolfenbüttel, hertug af Braunschweig-Lüneburg, fyrste af Braunschweig-Wolfenbüttel 1589-1613, fyrste af Kalenberg 1589-1613. Hans forældre var hertug Julius af Braunschweig-Wolfenbüttel (1528-1589) og Hedwig af Brandenburg (1540-1602).
Han skrev under indflydelse af de såkaldte engelske komedianter 12 skuespil, som han lod opføre på sit teater i Wolfenbüttel. De er forfærdende, anlagte på sceneffekter og i modsætning till Hans Sachs værker skrevet i prosa.
Henrik Julius giftede sig første gang i Wolfenbüttel 1585 med Dorothea af Sachsen (1563-1587).
Henrik Julius giftede sig anden gang i København 1590 med Elisabeth af Danmark (1573-1625). Parret fik følgende børn:
- Frederick Ulrich (15. april 1591 – 21. august 1634)
- Sophia Hedwig (20. februar 1592 – 23. januar 1642), gift med Ernst Casimir af Nassau-Diez
- Elisabeth (23. juni 1593 – 25. marts 1650), gift med Augustus, administrator af bispedømmet Naumburg, og med John Philip, hertug af Sachsen-Altenburg
- Hedwig (19. februar 1595 – 26. juni 1650), gift med Ulrich, hertug af Pommern
- Dorothea (8. juli 1596 – 1. september 1643), gift med Christian William af Brandenburg, søn af Joachim III Frederick, kurfyrste af Brandenburg
- Henry Julius (7. oktober 1597 – 11. juli 1606)
- Christian (1599-1626)
- Rudolph (15. juni 1602 – 13. juni 1616)
- Henry Charles (4. september 1609 – 11. juni 1615)
- Anna Augusta (19. maj 1612 – 17. februar 1673), gift med George Louis, fyrste af Nassau-Dillenburg